# Río Frío (Bogotá)
Río Frío je rijeka u Kolumbiji, desna pritoka rijeke Bogote. Pripada porječju rijeke Magdalene.